# John Byron (baron)

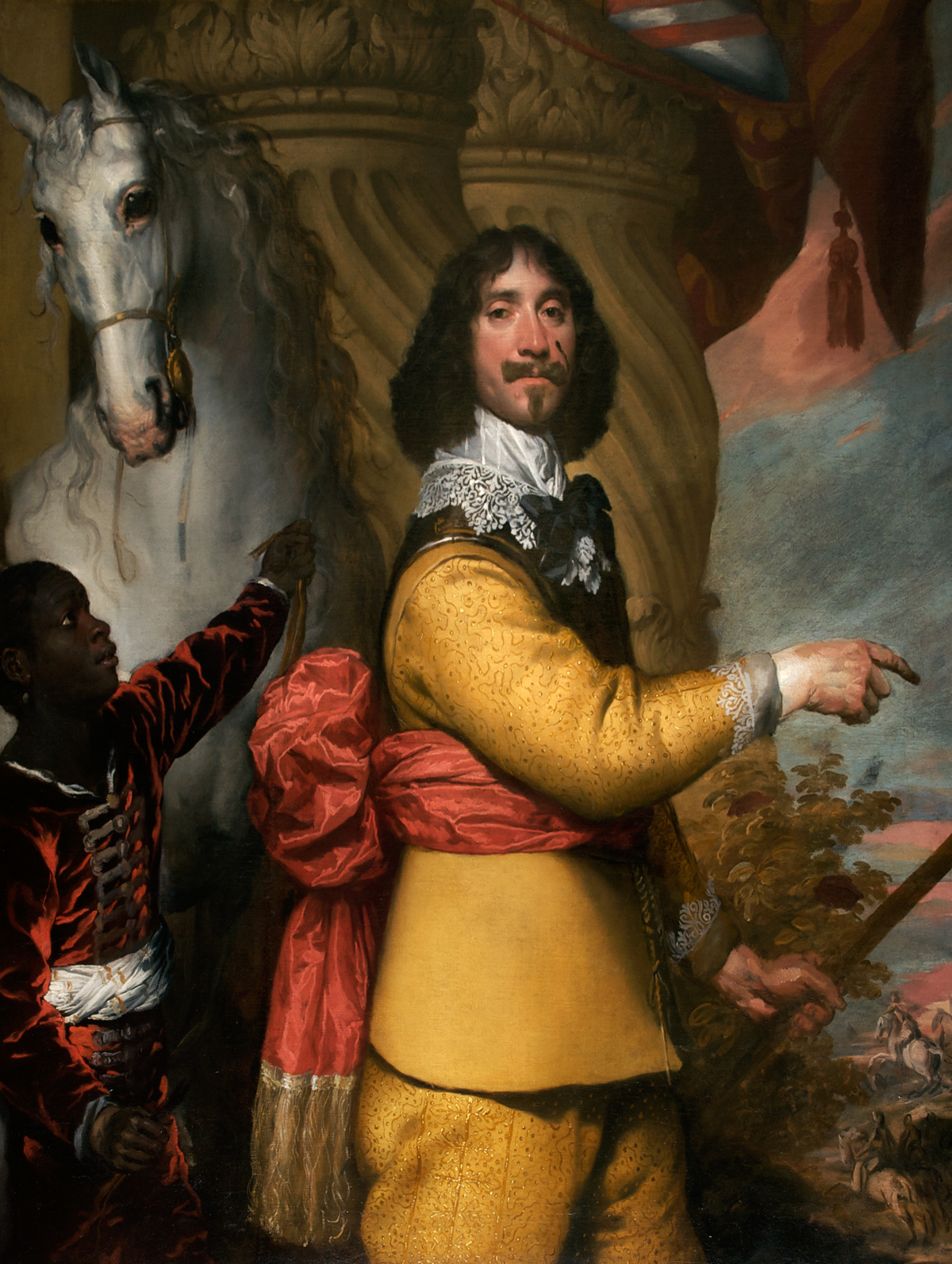
Lord Byron

John Byron (1599, Newstead - 23 augustus 1652) was de eerste baron van Byron. Hij was koningsgezind en steunde Karel I tijdens de Engelse Burgeroorlog.

## Levensloop
John Byron was een zoon van Sir John Byron Jr., de tweede eigenaar van Newstead Abbey en zijn vrouw Anne Molyneux. Hij ging naar school aan Trinity College.
Byron diende als High Sheriff van Nottinghamshire in 1634 en daarna als luitenant van de Tower of London van december 1641 tot februari 1642. Toen de burgeroorlog aanving voegde hij zich bij de koning in York. Hij was betrokken bij de zaak van de koningsgezinden gedurende de burgeroorlogen en erna. Nadat Byron zich had onderscheiden tijdens de Eerste Slag bij Newbury, creëerde Koning Charles hem tot Baron Byron in oktober 1643 en benoemde hem tot bevelhebber van de koningsgezinde troepen in Lancashire en Cheshire. Lord Byron overleed kinderloos in 1652, in ballingschap in Parijs en werd opgevolgd als baron door zijn jongere broer Richard Byron (geboren in 1606).